# アイゼンハワー行政府ビル
アイゼンハワー行政府ビル（アイゼンハワーぎょうせいふビル、英語: Eisenhower Executive Office Building）は、ワシントンD.C.のホワイトハウスに隣接して建つアメリカ合衆国大統領府を構成する施設の一つ。旧名は国務・陸軍・海軍ビル（State, War, and Navy Building）。ただし一般には旧行政府ビル（Old Executive Office Building）の名称でも知られている。

## 歴史
1888年に国務省・陸軍省・海軍省の合同庁舎として建設された。建築期間は1871年から1878年であり、建築家アルフレッド・B・ミュレットが第二帝政期建築様式で設計した。
内部は耐火性の鉄筋構造となっており、リチャード・フォン・エズドルフ (Richard von Ezdorf) によって設計された。ホワイトハウスのスタッフ増加に伴い、行政府ビルにも政府機関が入居するようになっていたが1930年代になると行政府ビルのスタッフが増えすぎたため、効率が悪いとして1957年に取り壊されるところであった。しかし、1981年に再度有用性が認められたため、改装を続けながら行政府ビルとしての存在を維持している。
現在は、副大統領執務室、行政管理予算局、国家安全保障会議事務局として使用されている。
2007年12月19日に起きた小火では、副大統領のスタッフオフィスが一部焼失している。